# 氟氧化钇
氟氧化钇是一种无机化合物，化学式为YOF。在一般条件下，该化合物是无色固体。

## 合成
- 在真空中将氟化钇的水合晶体加热到900 °C，使其分解：

{\displaystyle {\mathsf {2YF_{3}\cdot 1/2H_{2}O\ {\xrightarrow {\tau ,900^{o}C}}\ YOF+YF_{3}+2HF}}}
- 在800 °C用过热蒸汽水解氟化钇：

{\displaystyle {\mathsf {2YF_{3}+H_{2}O\ {\xrightarrow {800^{o}C}}\ YOF+2HF}}}

## 物理性质
氟氧化钇会形成四方晶系的晶体。它的晶格参数是a = 0.3910 nm，c = 0.5431 nm。根据六方晶系，晶格参数是a = 0.38727 nm，c = 1.897 nm，Z = 6。

## 应用
稳定氟氧化钇用于等离子体装备的内壁。